# Louise Otto-Peters
Louise Otto-Peters (Meißen, 26 marzo 1819 – Lipsia, 13 marzo 1895) è stata una scrittrice tedesca che si batté per i diritti delle donne.
Scrisse per Der Wandelstern e Sächsische Vaterlandsblätter e fondò Frauen-Zeitung e Neue Bahnen. È ampiamente riconosciuta come la fondatrice dell'Associazione delle donne tedesche generali.

## Biografia

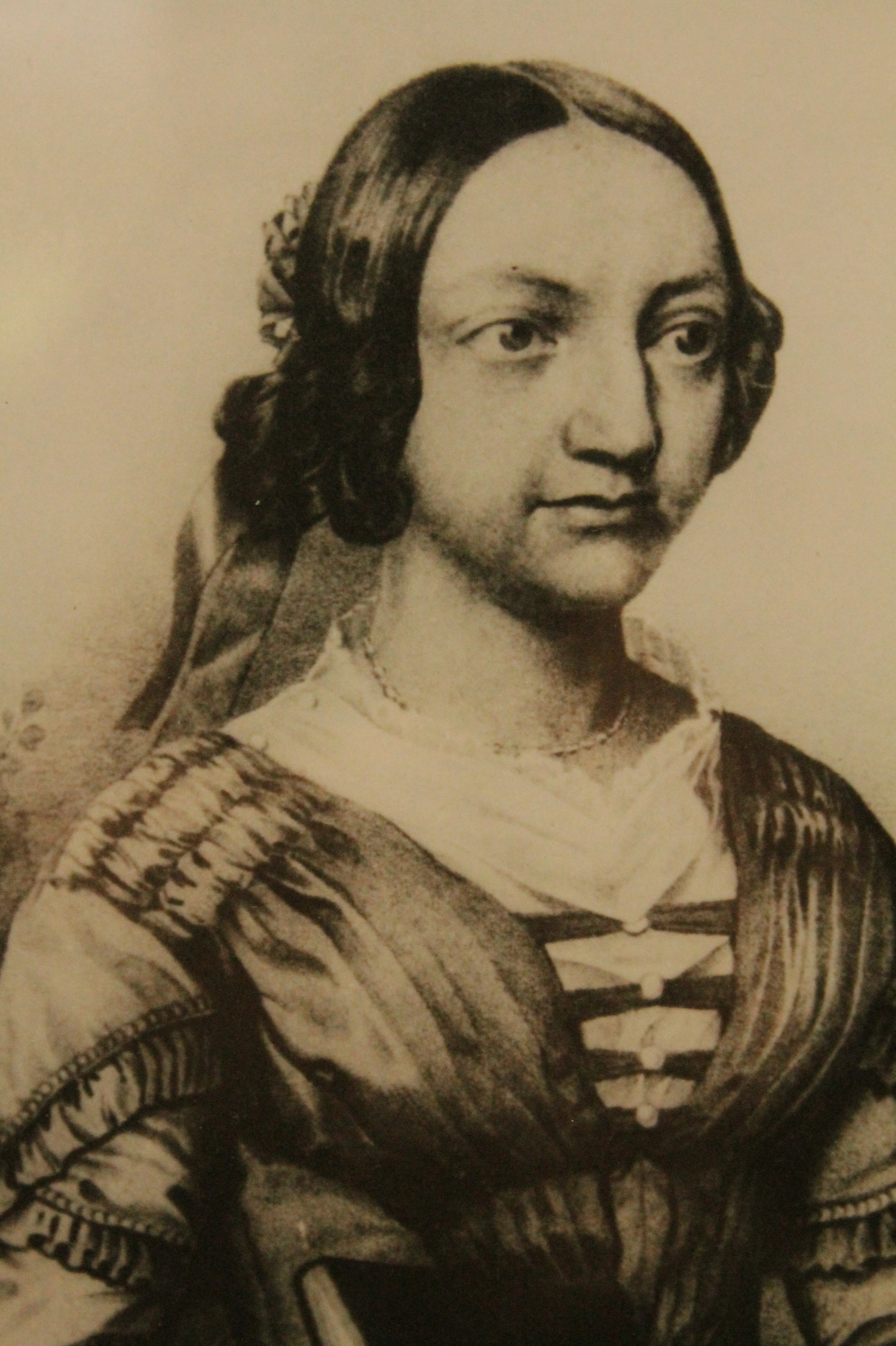
Louise Otto-Peters, litografia, 1848 circa

Louise Otto nacque a Meissen da Charlotte e Wilhelm Otto, avvocato di successo. Ricevette un'istruzione privata. A 17 anni perse sia i suoi genitori che una sorella maggiore. Otto-Peters in seguito visse con le sue due sorelle maggiori. Iniziò a scrivere romanzi, racconti, poesie e articoli politici per guadagnarsi da vivere. Lavorò inoltre come giornalista dal 1843 scrivendo articoli sul suo concetto di femminilità, nonché su donne e politica.
Otto-Peters divenne amica di Robert Blum e di altri democratici e questa connessione le permise di contribuire ai loro giornali, in particolare Der Wandelstern e Sächsische Vaterlandsblätter. Scrisse occasionalmente con lo pseudonimo di Otto Stern. Dopo la rivoluzione democratica del 1848, Otto-Peters fondò Frauen-Zeitung, il primo giornale politico femminile in Germania. Il suo giornale si batté contro una nuova legge che proibiva esplicitamente alle donne di essere redattori di giornali in Sassonia. Il suo giornale si trasferì da Lipsia a Gera (oltre i confini della Sassonia) e in queste condizioni fu in grado di continuare a pubblicare fino al 1853.
Louise Otto si fidanzò con August Peters nel 1849, il quale fu presto imprigionato per la sua posizione ribelle contro il governo. Alla fine si sposarono nel 1858, ma nel 1864 August Peters morì per problemi cardiaci.
Louise fondò la rivista femminile Neue Bahnen nel 1855. Nel 1865 insieme a Minna Cauer e altre donne suffragiste fondò l'Allgemeiner Deutscher Frauenverein (Associazione delle donne tedesche generali) e partecipò alla prima conferenza delle donne a Lipsia. Fu la principale editrice di Neue Bahnen fino alla sua morte nel 1895.

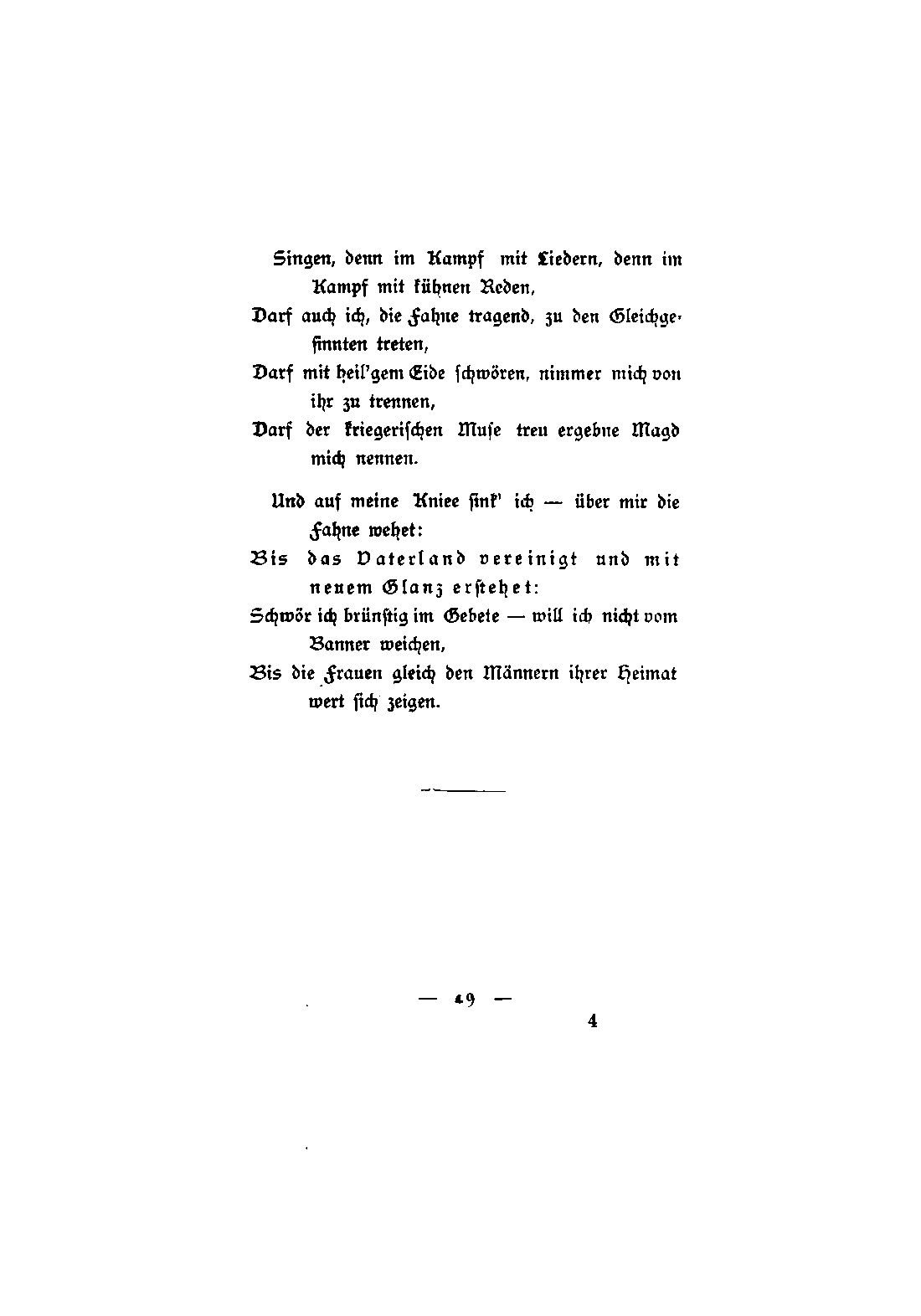
Mein Lebensgang, poesia del 1893.

## Significato letterario e storico
Fu denominata l'uccello canoro del movimento femminile tedesco. Il suo primo romanzo sociopolitico fu Ludwig der Kellner (1843), seguito da Schloß und Fabrik (1846-1847), inizialmente confiscato. Otto-Peters esortò il pubblico a migliorare le condizioni di lavoro delle donne povere.

## Opere pubblicate
Le opere pubblicate da Louise Otto-Peters citate da An Encyclopedia of Continental Women Writers .

### Romanzi
- Ludwig der Kellner, 2 volumi, 1843.
- Kathinka, 2 volumi, 1844.
- Die Freunde, 3 volumi, 1845.
- Schloß und Fabrik, 4 volumi, 1846-1847.
- Römisch und deutsch, 4 volumi, 1847.
- Buchenheim, 3 volumi, 1851.
- Jesuiten und Pietisten oder Cäcilie Telville, 3 volumi, 1852.
- Zwei Generationen, 3 volumi, 1852.
- Norimberga, 3 volumi, 1858.
- Die Schultheientochter von Nürnberg, 3 volumi, 1861.
- Neue Bahnen, 2 volumi, 1864.
- Die Idealisten, 4 volumi, 1867.
- Die Stiftsherren von Straburg, 2 volumi, 1872.
- Die Nachtigall von Werawag, 4 volumi, 1887.

### Novelle e racconti
- Aus der neuen Zeit, 1845.
- Aus der alten Zeit, 2 volumi, 1860.
- Kunst und Künstlerleben, 1863.
- Mädchenbilder aus der Gegenwart, 1864.
- Musikerleiden und- freuden, 1871.
- Zwischen den Bergen, 2 volumi, 1873.
- Aus vier Jahrhunderten, 2 volumi, 1883.

### Poesie
- Lieder eines deutschen Mädchens, 1848.
- Westwärts, 1849.
- Gedichte, 1868.
- Mein Lebensgang, 1893.

### Altro
- Indirizzo eines deutschen Mädchens, 1848.
- Die Kunst und unsere Zeit, 1852.
- Das Recht der Frauen auf Erwerb, 1866.
- Privatgeschichten der Weltgeschichte, 6 volumi, 1868-1872.
- Frauenleben im Deutschen Reich, 1876.
- Das erste Vierteljahrhundert des Allgemeinen Deutschen Frauenvereins, 1890.

### Libretti d'opera
- Die Nibelungen, 1852.
- Theodor Körner, 1867.

### Redattore o condirettore di riviste
- Deutsche Frauenzeitung
- Mitteldeutsche Volkszeitung
- Neue Bahnen
- Vaterlandsblätter (collaboratrice con lo pseudonimo di Otto Stern)